# Andreas Hoff
Andreas Hoff ist ein deutscher Soziologe und Gerontologe. 

## Akademisches Leben
Nach seinen Studien der Soziologie und Volkswirtschaftslehre an der Universität Leipzig und Soziologie und Sozialpolitik an der Manchester Metropolitan University (1989–1996: Dipl.-Soziologe) promovierte er an der London School of Economics & Political Sciences (Ph.D. 2001).
Hoff wurde 2011 zum Professor für Soziale Gerontologie an der Hochschule Zittau/Görlitz berufen, an der er den berufsbegleitenden Master-Studiengang Soziale Gerontologie leitet und zu gerontologischen Fragestellungen forscht. 
Seit 2015 steht Hoff der Fakultät für Sozialwissenschaften als Dekan vor und ist Gründer (2016) und Direktor des Forschungsinstitutes Gesundheit, Altern und Technik (GAT). 
Er ist Stellvertretender Vorsitzender des unabhängigen Beirats zur Vereinbarkeit von Pflege und Beruf (lt. § 14 Bundespflegezeitgesetz), der das Bundesministerium für Familie, Senioren, Frauen und Jugend (BMFSFJ), das Bundesministerium für Arbeit und Soziales (BMAS) und das Bundesgesundheitsministerium (BMG) zur Umsetzung des Familienpflegezeitgesetzes berät. Er ist deutscher Repräsentant und Mitglied des Management Committee, des aus 20 Ländern bestehenden European Cooperation in Science and Technology (COST) Forschungsnetzwerks INTERFASOL „Intergenerational Family Solidarity Across Europe“. Außerdem ist er Mitglied im Sektionsvorstand der Sektion III "Sozial- und verhaltenswissenschaftliche Gerontologie" der Deutschen Gesellschaft für Gerontologie und Geriatrie (DGGG).

## Forschung
Insgesamt 12 Jahre war er in Großbritannien (Manchester, London (LSE) und Oxford) tätig. Seitdem liegt sein besonderer Fokus auf international vergleichender und interdisziplinärer Forschung und der Erforschung der Bevölkerungsalterung in Osteuropa. 
Seine Forschungsschwerpunkte sind dabei: Generationenbeziehungen in Familie und Gesellschaft, familiale und häusliche Pflege, Einsatz technischer Assistenzsysteme im Wohnumfeld älterer Menschen, die Vereinbarkeit von Pflege und Beruf, Entwicklung von Versorgungsstrukturen in einer alternden Gesellschaft, Altern und soziale Ungleichheit sowie Sozialpolitik und Altern.